# Brookline (Vermont)
Brookline és una població dels Estats Units a l'estat de Vermont. Segons el cens del 2000 tenia 467 habitants.

## Demografia
Segons el cens del 2000, Brookline tenia 467 habitants, 186 habitatges, i 124 famílies. La densitat de població era de 14 habitants per km².
Dels 186 habitatges en un 34,4% hi vivien nens de menys de 18 anys, en un 59,1% hi vivien parelles casades, en un 4,8% dones solteres, i en un 32,8% no eren unitats familiars. En el 23,1% dels habitatges hi vivien persones soles el 9,1% de les quals corresponia a persones de 65 anys o més que vivien soles. El nombre mitjà de persones vivint en cada habitatge era de 2,51 i el nombre mitjà de persones que vivien en cada família era de 3.
Per edats la població es repartia de la següent manera: un 27,2% tenia menys de 18 anys, un 4,5% entre 18 i 24, un 29,8% entre 25 i 44, un 27,8% de 45 a 60 i un 10,7% 65 anys o més.
L'edat mediana era de 39 anys. Per cada 100 dones de 18 o més anys hi havia 93,2 homes.
La renda mediana per habitatge era de 39.125 $ i la renda mediana per família de 44.375 $. Els homes tenien una renda mediana de 31.094 $ mentre que les dones 20.893 $. La renda per capita de la població era de 18.082 $. Entorn del 5% de les famílies i el 8,5% de la població estaven per davall del llindar de pobresa.